# アフリカの年
アフリカの年（アフリカのとし、英: Year of Africa）は、西暦1960年の有名な呼び方である。シャルル・ド・ゴール大統領の措置によって独立が認められた旧フランス植民地の13カ国を主に、アフリカ大陸で17カ国が植民地からの独立を達成し、脱植民地化が進んだ。1960年のアフリカの急激な政治的変化は新たな時代の到来を予感させた。

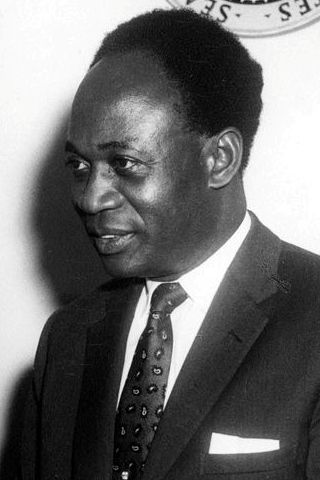
パン・アフリカ主義の発展に指導的役割を果たしたガーナのクワメ・エンクルマ大統領（1961年3月8日撮影）

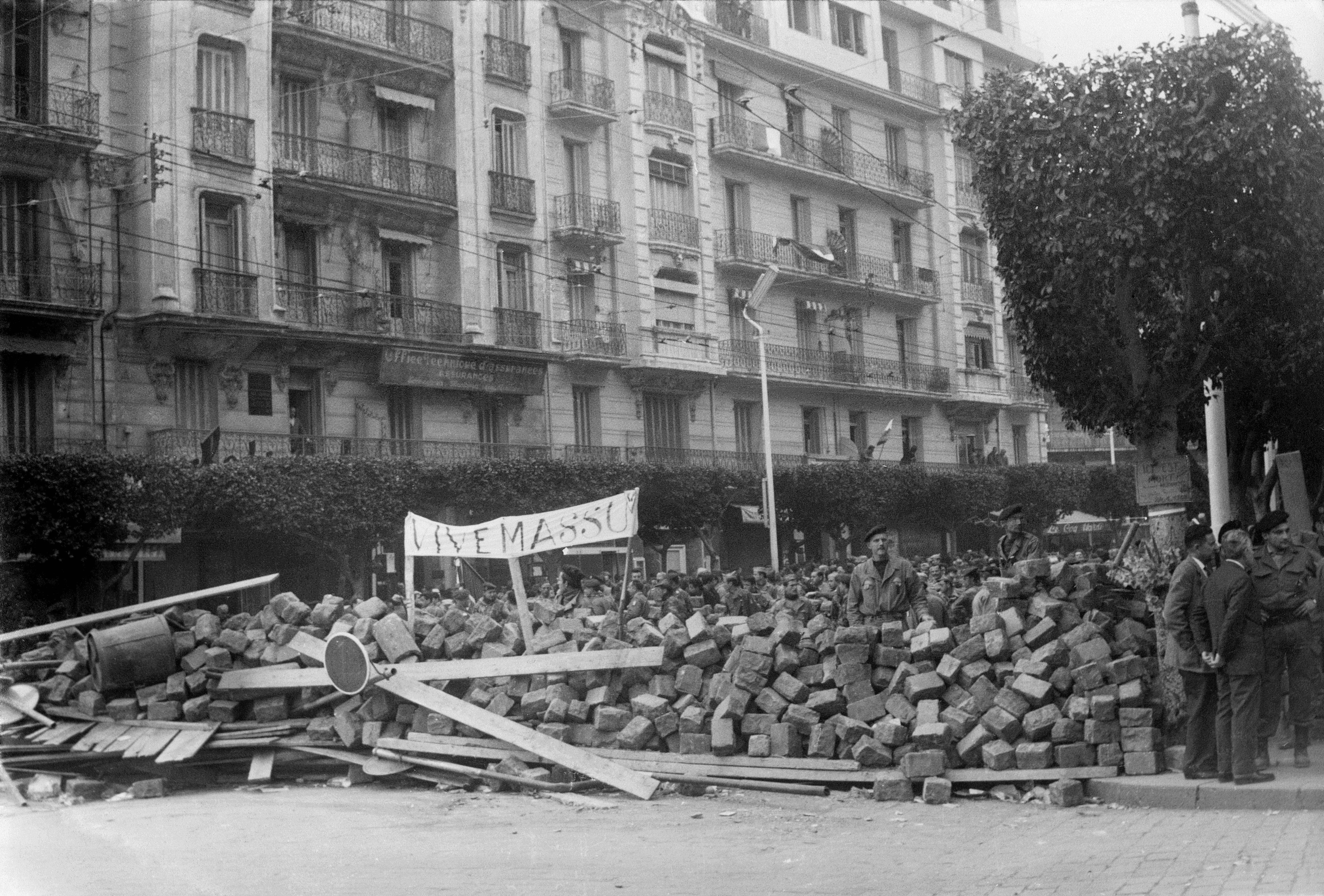
1960年1月のアルジェリア。アルジェリア独立戦争中にアルジェ市内に築かれたバリケード。

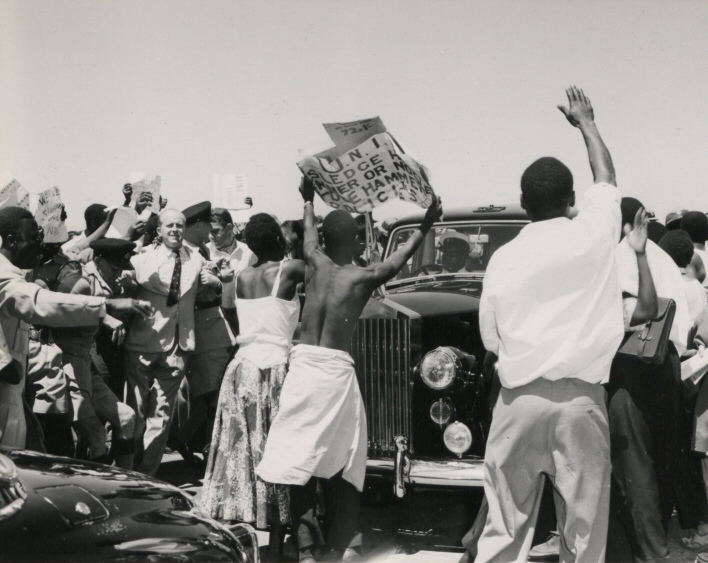
1960年3月の北ローデシア。統一民族独立党（UNIP）がイアン・N・マクラウド植民地大臣の訪問に際して抗議運動を行った。

## 発端
1960年2月3日にケープタウンを訪れたイギリスのハロルド・マクミラン首相は「変化の風がこの大陸を通じて吹いている。我々がそれを好むかどうかに関わらず、このナショナリズムの高まりは政治的な事実である。我々はその事を事実として全て受け入れなければならないし、国の政策においても考慮に入れていかなければならない」という部分で知られる有名な演説を行い、アフリカ大陸の多くで起こりかけている独立を目指す動きに反対しない考えを示した。マクミラン首相はまた、この時に南アフリカ連邦のアパルトヘイトの継続についても批判している。以後、アフリカの脱植民地化を予測するアフリカの年の概念は世界のマスメディアの注目を集めるようになった。
これより前の1959年12月10日にフランスのシャルル・ド・ゴール大統領は彼らが選択した場合、フランス共同体の加盟地域の独立を認める考えを表明した。1960年6月4日には第5共和制憲法の第86条の改正が採択され、フランス共同体の構成国はフランスとの関係を断絶しないままの独立が可能となった。この改正によって独立の動きが加速化した結果、1960年には13カ国がフランスからの独立を達成した。

## 1960年に独立を達成した国

黄色が1960年に独立を達成した国

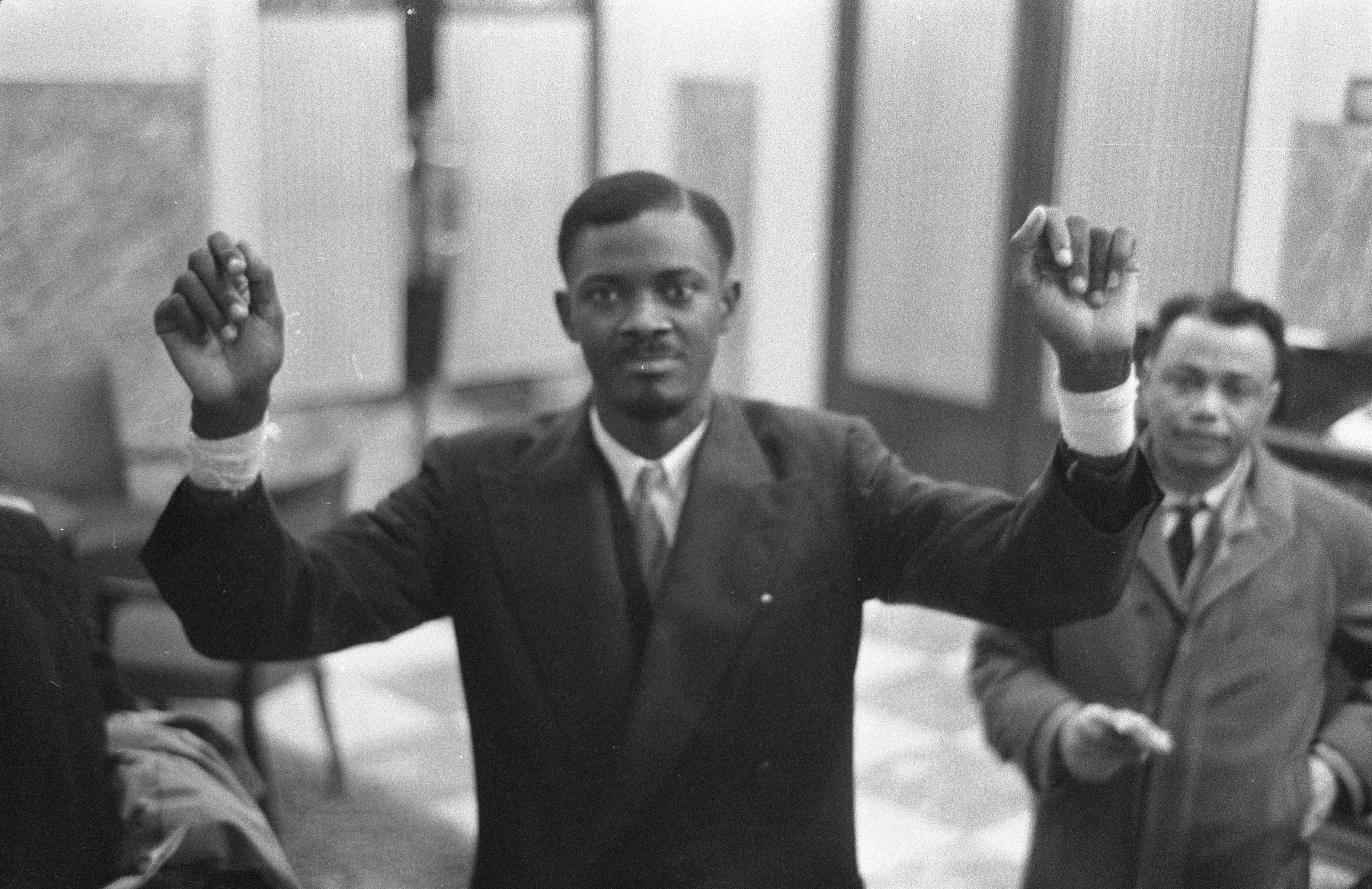
1960年1月26日。ブリュッセルで開催された円卓会議に出席したパトリス・ルムンバ。

アフリカの年となった1960年にアフリカ大陸の独立国は9カ国（人口9500万人）から一気に26カ国（人口1億8000万人）にまで増加した。独立を達成した全ての国でパン・アフリカ主義が強調された。
太字は旧フランス植民地
- カメルーン：武力闘争が活発化し、前年に国際連合が信託統治の終了を決定したフランス領地域がこの年の1月1日に独立を達成。翌1961年にはイギリス領カメルーンの南部と合併した[7]。
- トーゴ：1958年2月に独立派が議会選挙で勝利し、この年の4月27日にフランスからの独立を達成。シルバヌス・オリンピオ初代大統領は1963年1月に発生したクーデターによって殺害された[7]。
- マリ連邦：6月20日にフランスからの独立を達成。8月20日にセネガルが分離独立したために、9月22日にマリ共和国として改めて独立を達成[7]。
- マダガスカル：1958年にフランス共同体内の自治領を宣言し、この年の6月26日にフィリベール・ツィラナナがド・ゴールを説得して独立を達成し、初代大統領に就任した[7]。
- ソマリランド：6月26日にイギリスからの独立を達成[7]。
- コンゴ共和国（コンゴ・レオポルドヴィル）：パトリス・ルムンバの指導下で6月30日にベルギーからの独立を達成[7]。独立直後から国の南部で分離主義運動が盛んとなり、9月にはルムンバは権力を喪失した。彼はその後に誘拐されて拷問を受け、処刑された[8]（コンゴ動乱）。
- ソマリア：7月1日にイタリアからの独立を達成し、5日前にイギリスからの独立を達成したソマリランドと合併[7]。
- ダホメ：1958年に実施された投票によってフランス共同体内の自治領となり、8月1日に独立を達成。独立直後から政情は不安定であり、1975年に国名をベナンに改称した[7]。
- ニジェール：1958年に実施された投票によってフランス共同体内の自治領となり、この年の8月3日に独立を達成。アマニ・ディオリ初代大統領は1974年に発生したクーデターによって失脚した[7]。
- オートボルタ：1958年にフランス共同体内の自治領を宣言し、この年の8月5日に独立を達成。1984年に国名をブルキナファソに改称した[7]。
- コートジボワール：1958年に実施された投票によってフランス共同体内の自治領となり、この年の8月7日に独立を達成。フランスとの親密な関係を維持し、西アフリカで最も豊かな国の一つとなった[7]。
- チャド：1958年にフランス共同体内の自治領を宣言し、この年の8月11日に独立を達成。フランソワ・トンバルバイ初代大統領は少数派の南部のキリスト教徒の出身であり、北部のイスラム教徒との関係が急速に悪化し、内戦に発展した[7]。
- 中央アフリカ共和国：1958年にフランス共同体内の自治領を宣言し、この年の8月13日に独立を達成。初代大統領の従兄弟で国民的英雄でもあったバルテレミー・ボガンダは独立前年の1959年3月29日に飛行機事故により、亡くなった[7]。
- コンゴ共和国（コンゴ・ブラザヴィル）：1958年に実施された投票によって99%の人々がフランス共同体内の自治領となる道を選択し、この年の8月15日に独立を達成[7]。
- ガボン：8月17日にフランスからの独立を達成[7]。
- ナイジェリア：10月1日に北部州・西部州・東部州の3地域の連邦制国家としてイギリスからの独立を達成。アフリカ大陸で最も多くの人口を抱える国となり、直ぐに深刻な民族・宗教対立の問題に直面した[7]。
- モーリタニア：11月28日にモロッコとアラブ連盟からの反対にもかかわらず、フランスからの独立を達成[7]。

## 1960年のアフリカに関するその他の主な出来事

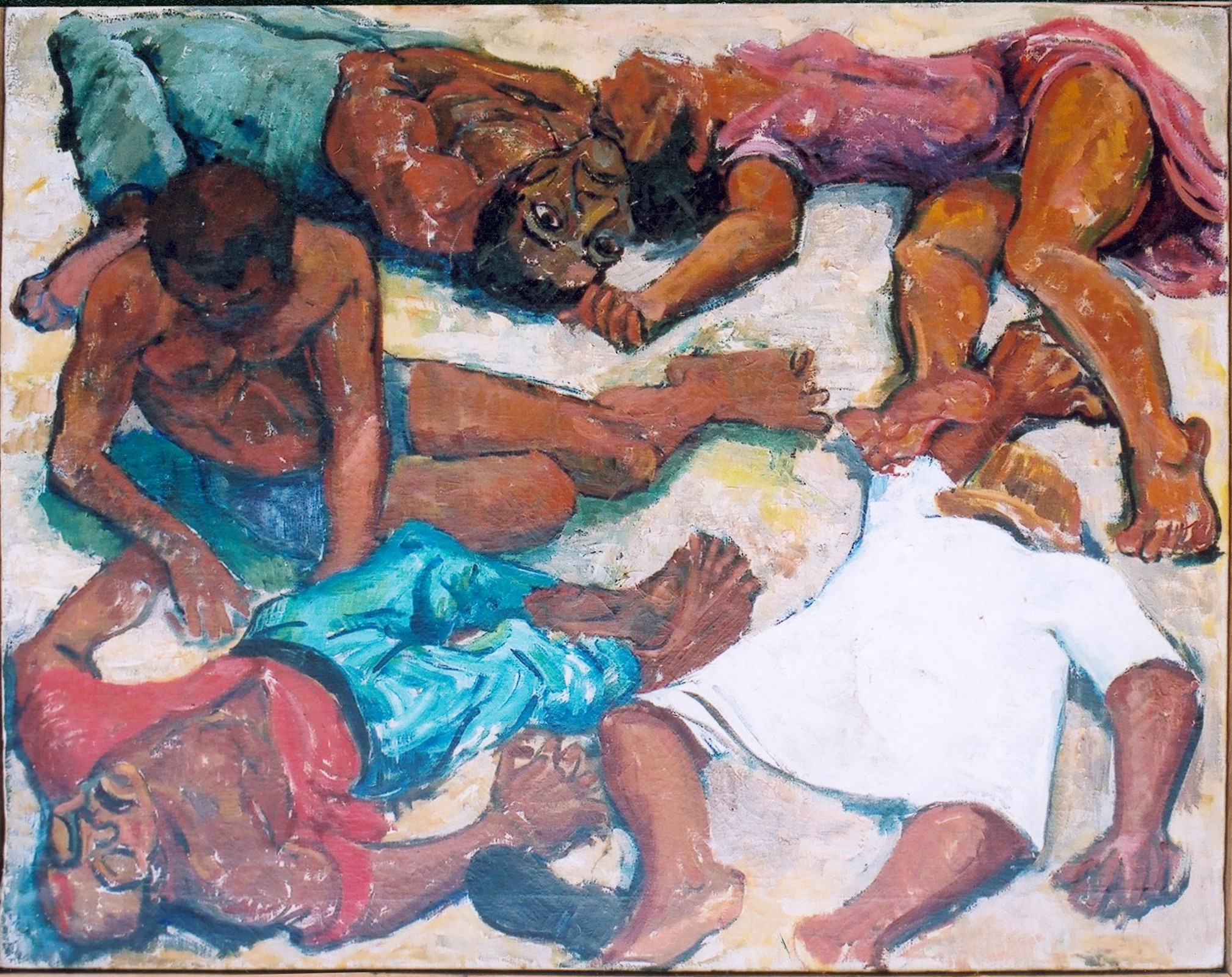
シャープビル虐殺を描いた絵

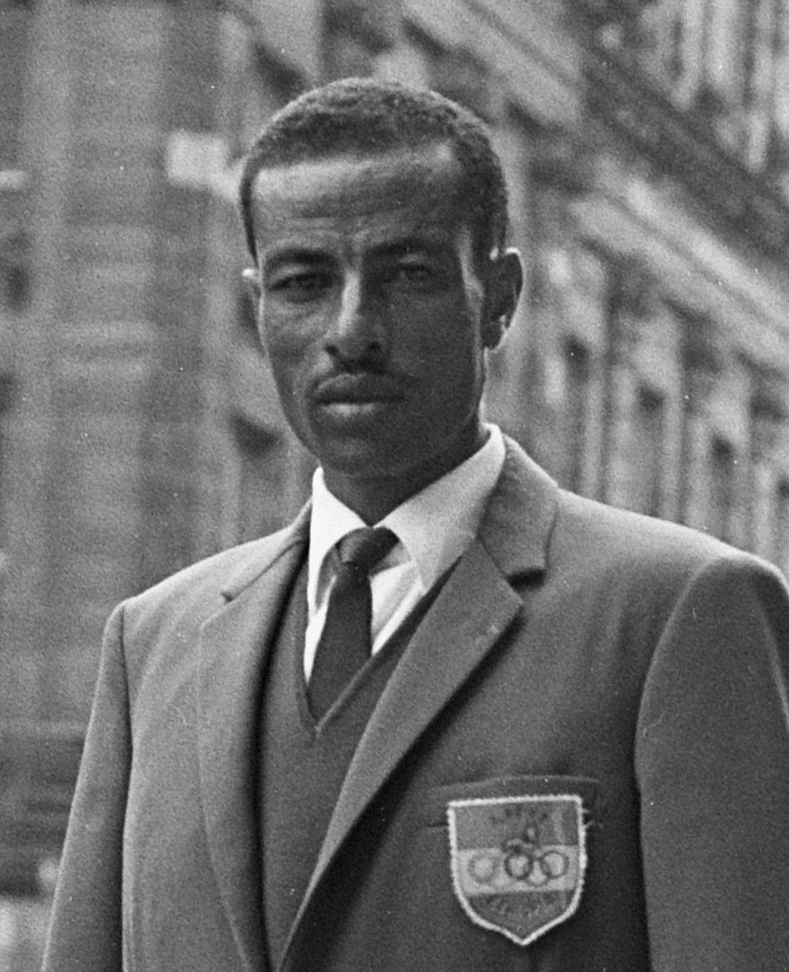
アベベ・ビキラ（1968年撮影）

### 南アフリカ
この年の3月21日に南アフリカのヨハネスブルグ近郊で人種別に隔離するパス法に反対する黒人の群衆の抗議運動に対して警察官が発砲して多数の死傷者を出すシャープビル虐殺事件が発生した。この出来事は時々、アパルトヘイトに対する世界的な闘争の始まりとして引用されている。

### アベベ・ビキラ
1960年夏季（ローマ）オリンピックにおける陸上競技のマラソン種目ではエチオピア出身のアベベ・ビキラが優勝を果たし、サハラ以南のアフリカ出身者としては初のオリンピック金メダリストとなった。アベベの活躍はアフリカ黒人の自尊心を高め、新しい時代のアフリカの象徴となった。

### 国際連合
10月にはガーナのクワメ・エンクルマ大統領が国際連合総会における演説の中でアフリカの自由を主張し、主に南アフリカに対して白人至上主義を終結させるよう呼びかけた。
| 「 | 我々の時代の一つの基本的事実は、アフリカの覚醒が現代世界にもたらす重大な影響である。アフリカのナショナリズムの潮流はあらゆるものを押し流し、この大陸に行なわれてきた長年の不正義や犯罪からの回復を植民地保有国に要求するものである。しかし、アフリカは復讐を求めない。悪意を抱く事はアフリカの本性に反している。200万人以上の人民は声を揃え、非常な力をもって叫ぶ。彼らは何と言うのだろうか？ 我々は抑圧者の死を求めないし、奴隷所有主の不運な末路も願わない。我々は正当で前向きな要求を主張する。その声は海に山に、丘に谷に、砂漠に、人類の住む広大な土地に響き渡り、アフリカの自由を求める。アフリカは自由を望んでいる。アフリカは自由でなければならない。これは単純な叫びだが、これを無視しがちな人たちに強い警告を与える信号でもある。 | 」 |

12月14日に国際連合総会は植民地独立付与宣言を採択した。この宣言文では「全ての人々が自己決定権を持っている」としており、外部の圧力によってそのルールを構成するのは人権侵害であると断言している。反対票無しで可決され、7つの宗主国（アメリカ合衆国、イギリス、フランス、ベルギー、ポルトガル、スペイン、南アフリカ）は棄権した。